# Jephté Vogel
Jephté Vogel (24 de mayo de 2002) es un deportista de Suiza que compite en atletismo. Ganó una medalla de bronce en el Campeonato Mundial de Atletismo Sub-20 de 2021, en la prueba de lanzamiento de peso.